# 中华青荚叶
中华青荚叶（学名：Helwingia chinensis），为青荚叶科下的一个植物变种。